# Kuzyaka, Milas
Kuzyaka là một xã thuộc huyện Milas, tỉnh Muğla, Thổ Nhĩ Kỳ. Dân số thời điểm năm 2011 là 671 người.